# Ford Landau (Brésil)
 (octobre 2021).
La mise en forme du texte ne suit pas les recommandations de Wikipédia : il faut le « wikifier ».
Les points d'amélioration suivants sont les cas les plus fréquents :
- Les titres sont pré-formatés par le logiciel. Ils ne sont ni en capitales, ni en gras.
- Le texte ne doit pas être écrit en capitales (les noms de famille non plus), ni en gras, ni en italique, ni en « petit »…
- Le gras n'est utilisé que pour surligner le titre de l'article dans l'introduction, une seule fois.
- L'italique est rarement utilisé : mots en langue étrangère, titres d'œuvres, noms de bateaux, etc.
- Les citations ne sont pas en italique mais en corps de texte normal. Elles sont entourées par des guillemets français : « et ».
- Les listes à puces sont à éviter, des paragraphes rédigés étant largement préférés. Les tableaux sont à réserver à la présentation de données structurées (résultats, etc.).
- Les appels de note de bas de page (petits chiffres en exposant, introduits par l'outil «  Source ») sont à placer entre la fin de phrase et le point final[comme ça].
- Les liens internes (vers d'autres articles de Wikipédia) sont à choisir avec parcimonie. Créez des liens vers des articles approfondissant le sujet. Les termes génériques sans rapport avec le sujet sont à éviter, ainsi que les répétitions de liens vers un même terme.
- Les liens externes sont à placer uniquement dans une section « Liens externes », à la fin de l'article. Ces liens sont à choisir avec parcimonie suivant les règles définies. Si un lien sert de source à l'article, son insertion dans le texte est à faire par les notes de bas de page.
- La présentation des références doit suivre les conventions bibliographiques. Il est recommandé d'utiliser les modèles {{Ouvrage}}, {{Chapitre}}, {{Article}}, {{Lien web}} et/ou {{Bibliographie}}. Le mode d'édition visuel peut mettre en forme automatiquement les références.
- Insérer une infobox (cadre d'informations à droite) n'est pas obligatoire pour parachever la mise en page.

Pour une aide détaillée, merci de consulter Aide:Wikification.
Si vous pensez que ces points ont été résolus, vous pouvez retirer ce bandeau et améliorer la mise en forme d'un autre article.
Pour les articles homonymes, voir Landau.
A ne pas confondre avec la Ford Landau australienne : voir Ford Landau.

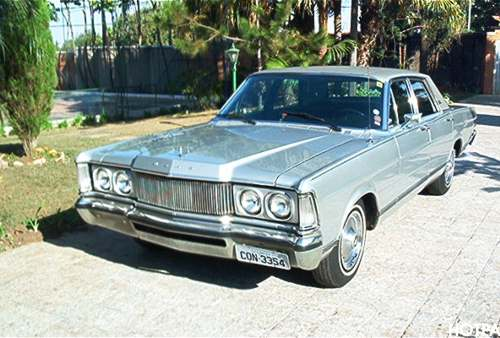
Landau

Lancée au Salon de l'auto de São Paulo en 1970, la Ford Landau était une voiture full-size, fabriquée au Brésil de 1971 à 1983 par Ford Brésil dans son usine de São Paulo. Elle est devenue le produit phare de Ford dans ce pays. Elle était basée sur la Ford Galaxie américaine de 1966. Elle n'était proposée qu'en berline 4 portes, bien que la version américaine soit proposée dans une grande variété de styles de carrosserie. Après 1976, elle a gagné plus de différences par rapport à la Galaxie et à la LTD, et elle présentait le nouveau moteur 302, un V8 de 5,0 L plus léger, et son restylage radical ressemblant clairement à la Lincoln Continental de 1965.

## Origine américaine, style brésilien
La Landau a rejoint dans les salles d'exposition les modèles Galaxie 500 et LTD existants en 1976 en tant que nouveau modèle haut de gamme de Ford. Les trois modèles comportaient le nouveau moteur 302 de 4 942 cm3 et 198 ch (148 kW), qui remplaçait le plus lourd moteur 292, mais la Galaxie et la LTD ont conservé leurs éléments de conception des originales américaines. Initialement, la Landau offrait la palette de couleurs “Prata Continental” (Continental Silver) unie, un vernis métallisé exclusif. Le toit en vinyle était également peint de couleur argent.

## Anecdotes
Le 25 juin 1979, lors de la crise pétrolière au Brésil, Ford intègre dans la gamme Galaxie/Landau le moteur 302 avec un taux de compression plus élevé (11,0:1 vs 7,8:1) et qui utilisait un véritable double échappement, un collecteur d'admission en aluminium et un carburateur recouvert de nickel, acceptant l'utilisation d'éthanol (alcool de canne à sucre). La première voiture était un cadeau au président brésilien de l'époque, João Figueiredo.
Sur un total de 77 647 versions de la Galaxie construites au Brésil en 16 ans de présence sur le marché, 2 492 unités fonctionnaient avec de l'alcool comme carburant.

### Chiffres de fabrication
- 1971 – Inconnu exactement.
- 1972 – Inconnu exactement.
- 1973 – 3539.
- 1974 – 3720.
- 1975 – 2911.
- 1976 – 5556.
- 1977 – 2422.
- 1978 – 3903.
- 1979 – 4412 essence; 22 éthanol.
- 1980 – 1390 essence; 1581 éthanol.
- 1981 – 538 essence; 587 éthanol.
- 1982 – 929 essence; 270 éthanol.
- 1983 – 93 essence; 32 éthanol.

Comprend la Ford LTD jusqu'en 1980.